# Shawn-Douglas Brady
Shawn-Douglas Brady meestal ook wel gewoon Shawn Brady is een personage uit de soapserie Days of Our Lives. De rol werd al door verschillende acteurs gespeeld, maar Jason Cook speelde de rol het langst.

## Personagebeschrijving
Shawn-Douglas werd in 1987 geboren en is de zoon van Bo Brady en Hope Williams. Zijn naam is een samenstelling van zijn twee grootvaders, Shawn Brady en Douglas Williams, (al is Shawn niet zijn echte grootvader, maar wel Victor Kiriakis). Meestal werd hij Shawn-D genoemd. In 1999 werd hij enkele jaren verouderd, en was hij 16 jaar. Hij haatte de naam Shawn-D en wilde van dan af aan gewoon Shawn genoemd worden.
Shawn was al snel aangetrokken tot Belle Black en werd een koppel met haar.